# Cabana de volta
Les cabanes de volta són unes construccions de secà que formen part de l'arquitectura popular, sobretot a partir de la segona meitat del segle xix en el moment d'expansió del comerç de l'oli d'oliva. Principalment proporcionaven protecció als animals i contra els elements climatològics, essent sovint emprades pels pagesos per resguardar-se de les inclemències del temps quan eren al camp.

## Estructura

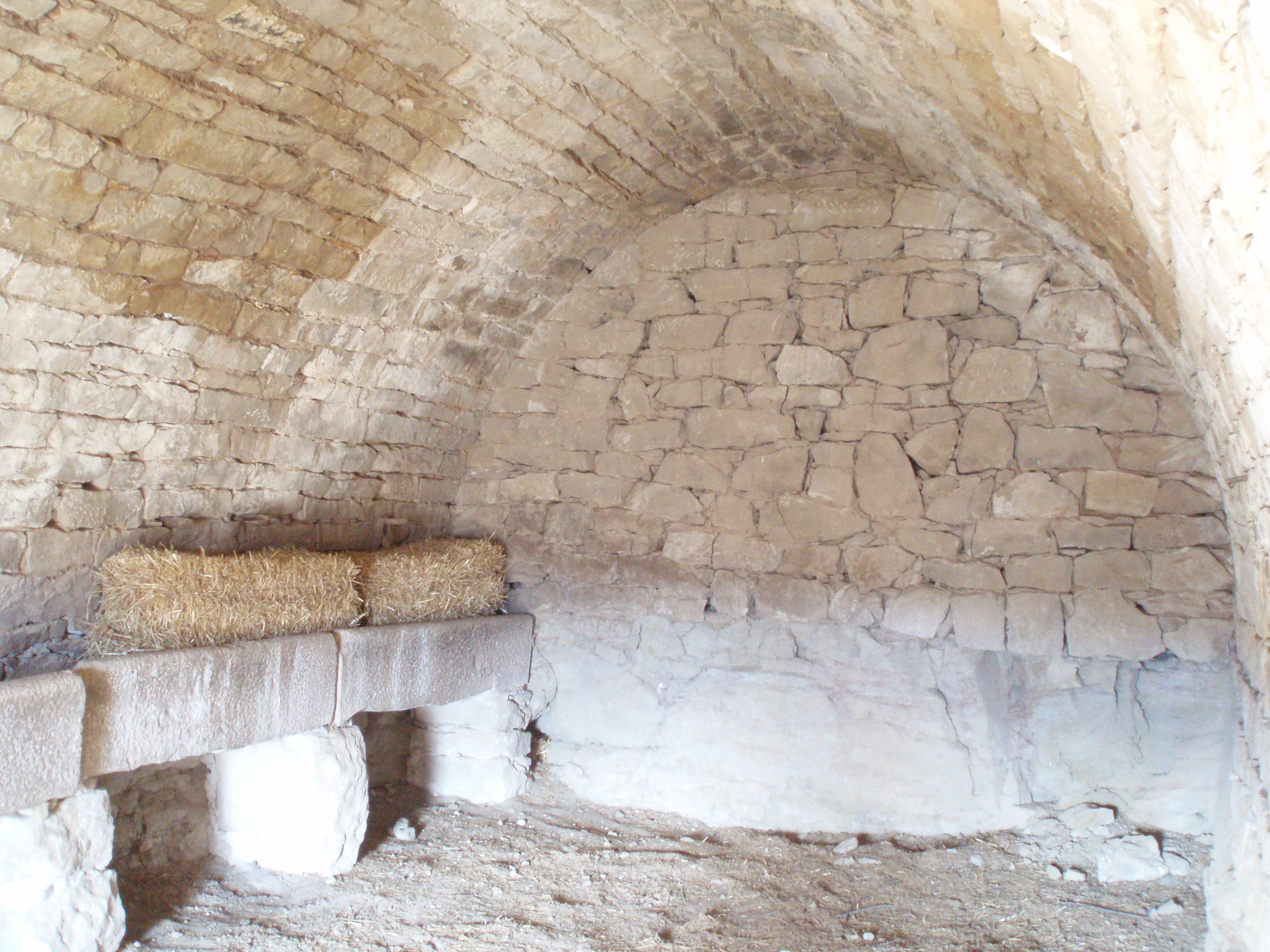
Interior d'una cabana de volta a Belianes

Eren construïdes amb pedres sense materials d'unió, de planta rectangular i amb una sola nau que servia d'habitacle i també de protecció per als animals. Tenen el sostre de volta de canó recoberta amb terra. N'hi ha que es troben en terreny pla, amb forma de nau. Altres es troben en terrenys inclinats, amb la cabana al mig del camp i envoltada dels conreus i parcialment entaforada dins la terra. Finalment n'hi ha moltes que es troben als marges, vora el tros conreat.
A l'interior de les cabanes hi havia la menjadora per a l'animal (el ruc o la mula), situada al fons o en un costat. També es poden trobar dos petits forats en la paret en forma d'armari, un més alt, on hi anava el menjar del pagès, i l'altre més baix, on es posava el vi i el silló. Algunes arriben a tenir forn, o un racó que servia de foc a terra, amb sortida de fums. I fins i tot alguna té pou a l'interior.